# Club Deportivo Gimnástico-Administración del Puerto
El Club Deportivo Gimnástico-Administración del Puerto fue un club de fútbol de Chile, con sede en la ciudad de Valparaíso. Fue fundado el 31 de enero de 1930 luego de la fusión de Gimnástico Cordillera y Administración del Puerto, y compitió en la Asociación Porteña de Fútbol Profesional, torneo que conquistó en 1944.

## Historia
El Gimnástico-Administración del Puerto fue fundado el 31 de enero de 1930 tras la fusión de Gimnástico Cordillera y Administración del Puerto, y era conformado por trabajadores y directivos del puerto de Valparaíso. Se inscribió en la Liga Obrera, y en 1938 pasó a integrar la Liga Valparaíso. Ese mismo año conquistó el título de la liga de forma invicta.

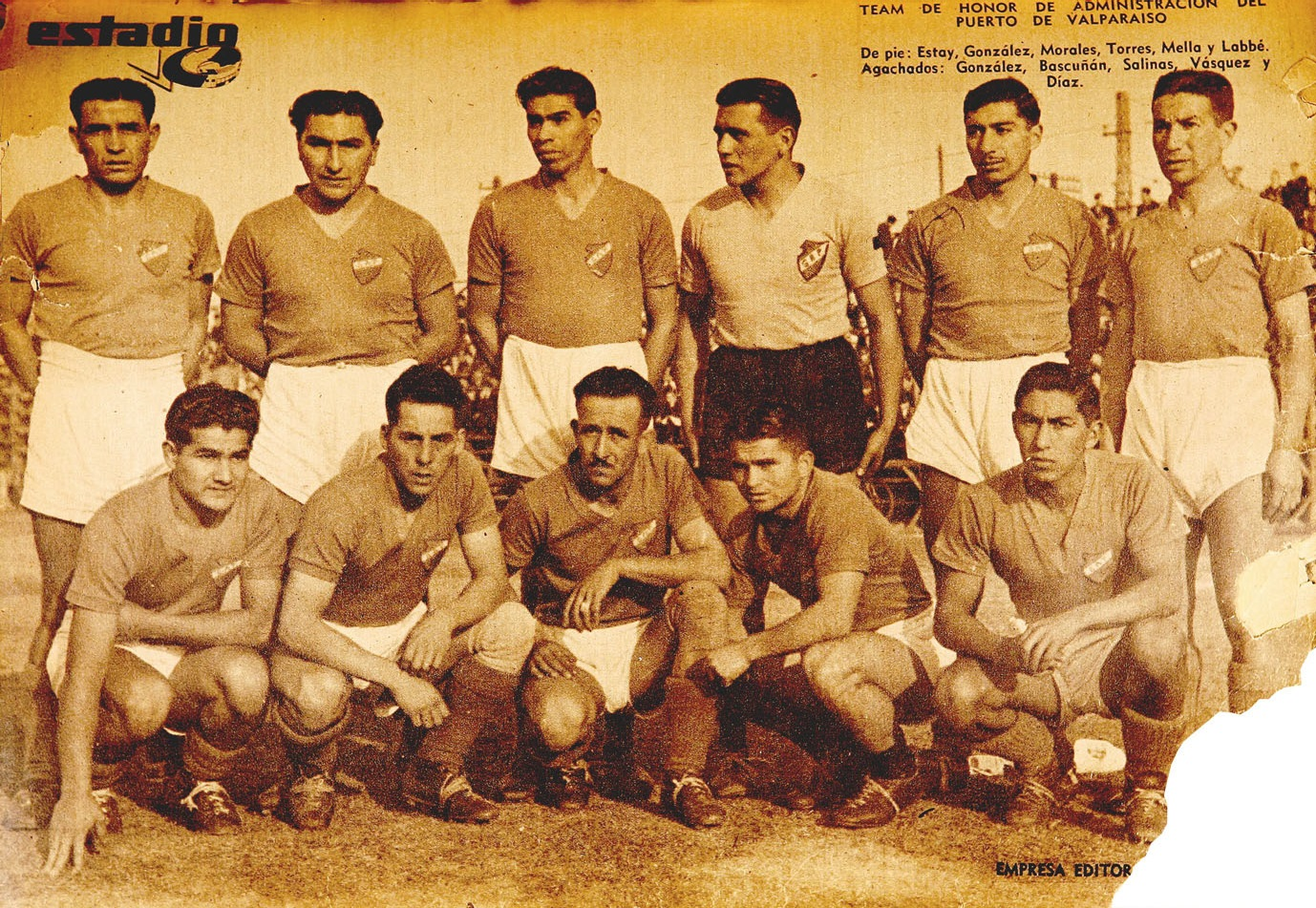
Formación del Gimnástico-Administración del Puerto en 1942.

En 1940 fue uno de los fundadores de la Asociación Porteña de Fútbol Profesional, y en 1944 logró el título del campeonato. Antes de conseguirlo, había postulado su ingreso a la Asociación Central de Football, al igual que años antes lo habían realizado Santiago Wanderers y Everton, pero sin obtener respuesta.
En 1946 volvió a la Asociación Valparaíso, año en que conquistó su campeonato. En el año 1949 pasó a integrar la División de Honor Amateur (DIVHA), de donde se retiró al año siguiente, luego de finalizar la primera rueda del campeonato de 1950. En los años siguientes participó en campeonatos amateurs, y llegó a participar del Campeonato Regional de Valparaíso en 1979 y 1980.

## Palmarés

### Torneos locales
- Asociación Porteña de Fútbol Profesional (1): 1944.[2]
- Liga Valparaíso/Asociación Valparaíso (2): 1938, 1946.[1]